# Ærkehertug
Ærkehertug (tysk: Erzherzog) var en titel som blev brugt af prinser af huset Habsburg. Titlen blev anvendt fra midten af 1400-tallet.